# ورا پانووا
ورا فیودورونا پانووا (به روسی: Вера Фёдоровна Панова) (زاده ۱۹۰۵ - درگذشته ۱۹۷۲) نویسنده روس در زمان اتحاد جماهیر شوروی بود.
چند رمان او برنده جایزه استالین شد. وی سه بار جایزه دولتی را با نوشتن رمان‌های «کروژیلیخا» «فصل‌های سال» «رمان شورانگیز» کسب کرده و داستان‌های «ساحل روشن» «سریوژا» و همچنین تعدادی حکایت و نمایشنامه و مقاله وی، در اتحاد شوروی و در خارج شهرت فراوانی کسب کرده است.